# Gecko
Gecko (МФА: [ˈɡekəʊ], рус. геко, в переводе с англ. — «геккон») — свободный движок вывода веб-страниц браузеров Netscape и других. Старые названия — «Raptor» и «NGLayout». Главная концепция Gecko заключается в поддержке открытых стандартов Интернета, таких как HTML, CSS, W3C, DOM, XML 1.0 и JavaScript. Другая концепция — кроссплатформенность. На сегодняшний день Gecko работает на операционных системах GNU, в том числе на ядре Linux (Android), macOS, FreeBSD, Microsoft Windows, а также на Solaris, HP-UX, AIX, Irix, OS/2, OpenVMS, BeOS, Amiga и других.
Gecko имеет поддержку XUL (XML User Interface Language), созданного специально для него XML-языка описания пользовательского интерфейса. На XUL написаны все основные продукты семейства Mozilla.
Gecko написан на C++ и JavaScript, и с 2016 года, дополнительно, на Rust. Это бесплатное программное обеспечение с открытым исходным кодом, на которое распространяются условия публичной лицензии Mozilla Public License 2.0. Mozilla официально поддерживает его использование на Android, Linux, macOS и Windows.

## Поддерживаемые стандарты
- XHTML 1.1
- HTML 5.0
- CSS 3.0
- XML 1.0
- JavaScript 1.8.5[3]
- DOM 1/2 (частично DOM 3)
- Unicode
- SVG
- MathML
- RDF
- HTTP
- FTP
- SSL
- OJI

## Компоненты, входящие в состав движка
- Синтаксический анализатор (parser) для HTML и XML
- Движок для вёрстки (layout engine) с моделью контента (content model)
- Стилевая система (обрабатывает CSS)
- Интерпретатор JavaScript (SpiderMonkey)
- Графическая библиотека (image library)
- Сетевая библиотека (Necko)
- Набор виджетов и библиотек для визуализации графики, специфичных для платформы (Win32, X, и Mac)
- Библиотека для управления предпочтениями пользователей
- Mozilla Plug-in API (NPAPI), используемый для поддержки интерфейса плагинов для браузера Navigator
- Open Java Interface (OJI) с поддержкой виртуальной машины Java (JVM) компании Sun
- Внутренний интерфейс инфраструктуры описания ресурсов (RDF)
- Библиотека для отображения шрифтов
- Библиотека средств защиты (NSS)

## Критика
- На Windows и подобных платформах Gecko зависит от несвободных компиляторов. В связи с этим FOSS-дистрибутивы Linux не могут включать в себя пакет Gecko, используемый в уровне совместимости Windows в Wine[4].